# 中共中央政治局集体学习制度
中共中央政治局集体学习制度，或称政治局集体学习制度，是中共中央政治局委员的集体学习制度。中共中央领导人的集体学习制度萌芽于1950年代，1980年代、1990年代形成雏形，2002年12月26日正式建立。

## 历史
1959年底至1960年初，毛泽东、刘少奇、周恩来等中共中央主要领导人组织了读书小组，阅读苏联《政治经济学教科书》。1980年，中共中央书记处组织科学技术知识讲座，内容包括农业、能源、资源、人口等，中共中央书记处、国务院和全国人大常委会的领导人听讲。1986年，中共中央书记处牵头组织法律知识讲座。1994年开始法制讲座，同年中共中央总书记江泽民指出“中央法制讲座要规范化、制度化”。此后法制讲座1994年至2002年每年均举行，1994年至1996年称“法律知识讲座”，1997年至2002年称“法制讲座”，共举办12场，每年1-2次。科技知识讲座、法律知识讲座，是为集体学习制度的雏形。2002年12月26日，中共中央总书记胡锦涛主持中共第十六届中央政治局第一次集体学习，标志政治局集体学习制度正式建立。
第十六届中央政治局共集体学习44次，第十七届中央政治局共集体学习33次。习近平接替胡锦涛就任中共中央总书记之后，政治局集体学习制度得以延续，第十八届中央政治局共集体学习43次，第十九届中央政治局共集体学习41次。

## 过程
中共中央政治局集体学习由中共中央总书记主持，邀请来自中共中央党校、中国社会科学院等研究机构的专家学者专题讲解。主讲人讲稿的形成一般超过两个月。初稿形成后进行三次试讲，中央多个部委参与并提出意见，形成正式讲稿。每次集体学习耗时2小时左右，一般首先请两位主讲人各讲45分钟，然后提问、讨论，最后总书记讲话。

## 评价
中国公开发表的各类文献都高度评价这一制度。